# Tömörbulag
Tömörbulag (mongol (écriture cyrillique) : Tömörbulag сум) est un Sum (district) de Mongolie dans la province de Khövsgöl.